# Хатепе
Виверження Хатепе — виверження супервулкана у Новій Зеландії. Названо на честь родовищ плініанської пемзи (іноді його називають виверженням вулкана Таупо), що сталося близько 180 року н. е. є найбільшим виверженням в Новій Зеландії протягом останніх 20 000 років. Було викинуто близько 120 км³ матеріалу (7 балів за шкалою VEI), з яких 30 км³ викинути протягом декількох хвилин. Вважається, що висота еруптивної колони досягла 50 км у висоту, що вдвічі вище, ніж колона від виверження вулкана Сент-Хеленс в 1980 році. Все це робить виверження одним з найсильніших за останні 5000 років, порівнянним за потужністю з виверженням вулкана Пектусан (близько 1000 року н. е.) і Тамбора (1815). Виверження мало не настільки сильний вплив на північну півкулю, проте римські та китайські джерела зареєстрували явище «червоного неба».

## Етапи виверження
Виверження проходило в кілька етапів, характерних для плініанського типу вивержень. Зокрема, виникли велетенські пірокластичні потоки, які спустошили місцевість в радіусі 80 км від вулкана. Так як Нова Зеландія в той час ще не була населена маорі, виверження відбулося в безлюдному районі. Виверження викликало локальне цунамі, сліди якого були виявлені на центральному узбережжі Нової Зеландії, проте, цунамі могло мати і набагато більше поширення (як спостерігалося після виверження вулкана Кракатау в 1883 році).
Виверження викликало розширення озера Таупо, що утворився після набагато потужнішого виверження 24500 р. до н. е.. Озеро затопило частину русла річки Ваїкато.

## Датування виверження
Початково вважалося, що виверження Хатепе сталося близько 130 року н. е.. Цей висновок був зроблений на основі аналізу загиблих в результаті виверження рослин. Проте, подальші дослідження уточнили дату і, більше того, потужність виверження. Якщо початково вважалося, що в результаті виверження було викинуто лише 14 км³ породи, то пізніше цифра була збільшена до 150 км³. Це означає, що відгомони виверження могли бути помічені в Римі і Китаї. Завдяки цьому вдалося датувати виверження 186 роком н. е., в який римськими і китайськими джерелами описуються рідкісні метеорологічні явища. Проте, останні дані радіовуглецевого аналізу скоригували дату виверження на 233 ± 13 рік н. е..

## Ресурси Інтернету
- Lake-floor relief map, from Rowe, Dave; James, Gavin; Macaulay, Gavin; Shankar, Ude (October 2002). High-tech tools for tackling fisheries problems in lakes. Water & Atmosphere. NIWA. 10 (3): 24—25. Архів оригіналу за 2 травня 2008. Процитовано 16 березня 2008. The main Hatepe eruption vents are marked by submarine peaks on the far side of Lake Taupo.